# Marco Bellocchio
Marco Bellocchio (Bobbio, Piacenza, 9 de novembre de 1939) és un director de cinema, guionista i productor italià.

## Biografia
Marco Bellocchio ha estudiat a l'Acadèmia d'art dramàtic de Milà i en el Centre Experimental de Cinematografia de Roma.
Des de la seva primera pel·lícula, precursora dels moviments socials del Maig de 1968, Pugni in tasca , 1965, els crítics cinematogràfics s'hi fixen en ell. Apartant-se del cinema neorealista, ataca els símbols conformistes italians i esbossa una obra políticament compromesa. Pugni in tasca posa al davant la revolta de la joventut. Continua en aquesta direcció i denuncia el paper de la religió en Nel nome del padre, 1971) i Marcia trionfale , 1976. Gràcies a Salto nel vuoto , 1980, els actors francesos Michel Piccoli i Anouk Aimée guanyen respectivament, al Festival de Canes 1980 els premis d'interpretació masculina i d'interpretació femenina.
Després d'aquest període, canvia de registre i fa un gir cap a la realització de pel·lícules més subversives. La projecció del Il diavolo in corpo , 1986, qui presenta escenes de sexe explícites, provoca un escàndol a Cannes. La seva adaptació literal d'una obra de Luigi Pirandello,  La Balia , 1999, fracassa. La seva pel·lícula L'Ora di religione: Ell sorriso di mia madre , 2002 molèsta el Vaticà. És també el primer a haver posat en escena l'assassinat d'Aldo Moro a la pel·lícula Buongiorno, Notte (2003), unànimement saludada en la seva projecció a la Mostra de Venècia. Vincere, que torna sobre la vida d'Ida Dalser i de l'ascensió al poder de Benito Mussolini, forma part de la selecció oficial del Festival de Canes 2009.
Anuncia llavors la seva intenció de fer una pel·lícula inspirada en la història de Eluana Englaro. Malgrat les dificultats de producció i de nombrosos conflictes amb la comissió de cinema de la regió Friul-Venècia juliana, el rodatge comença el gener de 2012 a Cividale. La pel·lícula, La Bella adormentata, és presentada en competició a la Mostra de Venècia 2012. Tracta del tema de l'eutanàsia i de la dificultat de tenir una llei sobre la fi de la vida en un país, Itàlia, on la influència de l'Església catòlica és molt gran. L'obra es concep igualment com una paràbola de la Itàlia del Segle XXI i de les seves múltiples dificultats. De resultes de la decisió del jurat de Venècia de no donar cap premi gran a la pel·lícula i de no mencionar-la més que a través del seu jove actor Fabrizio Falco, Marco Bellocchio expressa vives crítiques envers el president Michael Mann i els seus jurats que acusa de no conèixer prou ni de comprendre el cinema italià, les produccions del qual serien sistemàticament penalitzades en els festivals internacionals.
En els anys 1960, va ser militant de l'extrema esquerra, i fa formar part un temps part de la Unió dels comunistes italians (marxistes-leninistes), un grup maoista.
Marco Bellocchio és el germà segon de Piergiorgio Bellocchio, escriptor i crític literària. El fill de Marco Bellocchio Piergiorgio Bellocchio, nascut el 1974, és actor.

## Filmografia
Filmografia:

### Director

#### Cinema
Curtmetratges i migmetratges
- 1961: La colpa e la pena
- 1962: Ginepro fatto uomo
- 1969: Amore e rabbia - segment Discutiamo, discutiamo
- 1995: Sogni infranti (documental)
- 1997: Elena
- 2000: L'affresco

Llargmetratges
- 1965: I pugni in tasca
- 1967: La Xina és a prop (La Cina è vicina)
- 1972: Nel nome del padre
- 1972: El monstre a primera plana (Sbatti il mostro in prima pagina)
- 1975: Matti da slegare (documental)
- 1976: Marcia trionfale
- 1980: Vacanze in Val Trebbia
- 1980: Salto nel vuoto
- 1982: Gli occhi, la bocca
- 1984: Enrico IV, inspirat en la tragedia Enric IV de Luigi Pirandello[11]
- 1986: Diavolo in corpo
- 1988: La visione del sabba
- 1991: La condanna
- 1994: Il sogno della farfalla
- 1997: El príncep de Homburg (Il principe di Homburg)
- 1999: La balia
- 2002: L'ora di religione
- 2003: Buongiorno, notte
- 2006: Il regista di matrimoni
- 2006: Sorelle
- 2009: Vincere
- 2010: Sorelle Mai
- 2012: La Bella adormentata
- 2022: Esterno notte

#### Televisió
- 1977: Il gabbiano
- 1979: La macchina cinema
- 1992: L'uomo dal fiore in bocca
- 1998: La religione della storia (1 episodi)
- 2002: …Addio del passato…

## Premis i nominacions

### Premis
- 1967: Gran Premi del Jurat (Festival de Venècia) per La Xina és a prop
- 1991: Gran Premi del Jurat (Berlinale) per La condanna
- 2011: Lleó d'Or per la carrera

### Nominacions
- 1967: Lleó d'Or per La Xina és a prop
- 1969: Os d'Or per	Amore e rabbia
- 1980: Palma d'Or per Salto nel vuoto
- 1982: Lleó d'Or per Gli occhi, la bocca
- 1984: Palma d'Or per Enrico IV
- 1991: Os d'Or per	La condanna
- 1997: Palma d'Or per Il principe di Homburg
- 1999: Palma d'Or per La balia
- 2002: Palma d'Or per L'ora di religione (Il sorriso di mia madre)
- 2003: Lleó d'Or per Buongiorno, notte
- 2009: Palma d'Or per Vincere
- 2012: Lleó d'Or per Bella addormentata